# 1633 en santé et médecine
| Années de la santé et de la médecine : 1630 - 1631 - 1632 - 1633 - 1634 - 1635 - 1636    |
| Décennies de la santé et de la médecine : 1600 - 1610 - 1620 - 1630 - 1640 - 1650 - 1660 |

## Fondations
- 29 novembre : Louise de Marillac et Vincent de Paul fondent la congrégation des Filles de la charité, première organisation infirmière au service des malades[1].
- Sur les ruines du château de Bicêtre, le roi Louis XIII fait bâtir une maison destinée à recevoir les soldats blessés de la commanderie de Saint-Louis et qui est à l'origine de l’actuel hôpital Bicêtre[2].

## Divers
- 24 janvier : les ordonnances publiées à Madrid « sur le bon gouvernement de l'Armada de l’Océan[3] » réglementent les soins donnés aux marins, tant dans les hôpitaux que sur les navires[4].
- 15 juin-3 juillet[5] : pour trancher d'un « coup de majesté » la querelle qui oppose les médecins de sa Cour à ceux de la Faculté sur l'efficacité et la dangerosité des eaux thermales, « Louis XIII se f[ait] accompagner à Forges par une troupe dirigée par l’acteur Mondory[6],[7],[8] ».
- 24 septembre : les troupes françaises occupent la place de guerre de Nancy et, jusqu'en 1663, les blessés et les malades y seront soignés dans les hospices civils, constitués des hôpitaux Saint-Julien (fondé en 1335), Saint-Charles (1626) et Saint-Joseph (1632[9]).
- 16 décembre : Charles Bouvard, Premier médecin de Louis XIII, obtient du Conseil d’État la suppression de la  thèse de Jean Piètre[10], futur doyen de la Faculté, qui met en doute le fait que, « dans l'inflammation des viscères nourriciers, la boisson des eaux minérales soit salutaire[11],[12] ».
- À Halkirk, en Écosse, l'hôpital St. Magnus, mentionné en 1476, est encore en fonction[13].
- 1632 ou 1633 : l'université de Bologne propose à Descartes de venir occuper sa chaire de médecine théorique, invitation dont on ne sait quelle a été la réponse, ni même si le philosophe l'a reçue[14].
- 1633-1636 : affaire des airiements, à Amiens, où « le collège [des médecins] est entraîné dans une vive querelle au sujet des puantes vapeurs répandues par l'« aérieur » Henri Le Cointe[15],[16],[17] ».
- À partir de 1633 : Les « Conférences » organisées par Théophraste Renaudot (1586-1653), médecin et philanthrope français, attirent « un public nombreux de médecins de province et de chirurgiens[18] ».

## Publications
- Accédant à la chaire de médecine de l'université de Pise[19], Vincenzo Alsario della Croce fait paraître le texte de sa leçon inaugurale, prononcée en novembre de la même année (Proloquium in Pisano gymnasio habitum die X. novembris[20]).
- Sous le titre de The Workes of that famous Chyrurgian, Mr John Banester, parution des œuvres complètes du chirurgien et anatomiste anglais John Banister (en) (1533-1610[21]).
- Pietro Castelli (1575-1661), médecin et naturaliste italien, fait imprimer sa leçon sur les propriétés de la rose et de la scammonée qui entrent dans l'« électuaire rosé » de Mésué[22].
- Jean-Jacques Chifflet (1588-1660), dans son Acia Cornelii Celsi propriae significationi restituta[23], s'engage contre Francisco de Figueroa dans un débat sur le sens du mot « acia » chez Celse (aiguille ou fil ?), ouvert au début du siècle entre Alonso Núñez et Francisco de Rioja[24].
- Joseph Couillard († v. 1660), chirurgien de Montélimar[25], intitule son traité Le Chirurgien opérateur[26].
- Cesare Crivellati (1553-1640), médecin de Viterbe fait paraître une Cura dell'infermita[27], ainsi  qu'un traité contre l'astrologie prédictive, dans lequel il récuse, sur ce point, l'autorité d'Hippocrate[28].
- Un certain Dupont († 1661), « prétendument opérateur du roi », présente dans une brochure[29] un appareil masticateur de son invention grâce auquel « il assure « oster et empescher à jamais le mal des dents, sans les arracher », en luxant modérément la dent[30] ».
- Sous le titre de Traité de la parfaite cure de la maladie vénérienne[31], Michel Le Long († 1642) donne une traduction française du De luis venereae curatione[32] de Jean Fernel (1497-1558), édité à titre posthume en 1579 par Victor Gislain (1543-1591).
- Après Jean Pidoux, Antoine du Fouilloux et Nicolas Abraham de La Framboisière, Étienne Flamant fait paraître son propre traité sur les eaux thermales de Pougues (Discours de l'origine et propriétés de la fontaine minérale de Pougues[33]), dont la deuxième édition[34], publiée la même année à Paris, s'ouvre sur un sonnet du poète menuisier Adam Billaut[35].
- Phineas Fletcher, poète anglais, publie The Purple Island[36], « poème épique décrivant, en termes allégoriques, l'anatomie du corps humain[37],[38] ».
- Robert Fludd (1497-1558), médecin et alchimiste anglais, publie sa « Clé de la philosophie et de l'alchimie » (Clavis philosophiae et alchymiae[39]).
- Adrien Toll († 1635), médecin de Leyde, donne une édition corrigée et annotée des commentaires de Galien sur les Aphorismes d'Hippocrate, à partir des traductions d'Anuce Foës (1528-1595) et de Guillaume Plançon († 1611[40]).
- Thomas Johnson († 1644) donne une édition augmentée de L'Herbier (1597) de John Gerard (1545-1612[41]).
- James Hart (en) († 1639), médecin anglais, fait paraître un régime de santé sous le titre de Klinike, or the Diet of the diseased[42].
- Édition posthume de la Praxis chymiatrica, de Johann Hartmann (de) (1568-1631), par Johann Michaelis (de) (1606-1667), et par le fils de l'auteur, Georg Eberhard († 1659[43]).
- Willem Marquis, médecin assermenté de la ville et de l'hôpital d'Anvers, publie son traité sur l'aloès médicinal[44].
- Parution du traité « sur le poison pestilentiel et le traitement de la peste », du médecin vénitien Valerio Martini[45].
- Sous le titre d'Ars medica in duas partes[46], édition posthume des œuvres complètes d'Antoine Mérindol (1570-1624), médecin d'Aix-en-Provence, par son fils Jean[47].
- Éric Mohy, dans ses Tertianae crisis, ouvrage paru entre 1633 et 1671, discute les thèses de Petrus Barba et Vopiscus Fortunatus Plemp sur la « fièvre tierce[48] ».
- Wouter van den Perre, chirurgien juré de la ville d'Anvers, fait paraître un traité de peste sous le titre de Pest-boeck ofte Remedien teghen de pestilentiale cortse[49].
- Pierre Quarré, médecin de Charolles, publie un ouvrage sur les eaux thermales de Santenay en Bourgogne[50].
- Johann Sperling (de) (1603-1658) prend la défense de son maître Daniel Sennert contre Johann Freitag (de), dans son Tractatus physico-medicus[51],[52].
- Ralph Winterton (en) (1600-1636), humaniste anglais et professeur royal de médecine, publie un recueil d’épigrammes  (Epigrammata in Wintertoni Metaphrasim) dus à ses confrères de Cambridge et d'Oxford et aux membres du Royal College of Physicians suivi d’« Épigrammes thérapeutiques » (Epigrammata therapeutica) de sa propre main[53].

## Naissances
- 1er février : Charles Drelincourt le Jeune (mort en 1697), médecin français[54],[55].
- 13 février : Georg Christoph Petri von Hartenfels (de) (mort en 1718), médecin allemand, membre de l'académie Léopoldine[56].
- 23 février : 
  - Samuel Pepys (mort en 1703), haut fonctionnaire de l'Amirauté anglaise, diariste de la grande peste de Londres (1665-1666[57]).
  - Charles Patin (mort en 1693), médecin et numismate français, fils de Guy Patin[58].
- 4 octobre : Bernardino Ramazzini (mort en 1714), médecin Italien, précurseur de la médecine du travail[59].
- 18 octobre : Gabriel Clauder (de) (mort en 1691), médecin et alchimiste allemand[60].
- 29 décembre : Jean Le Pelletier (mort en 1711), alchimiste, auteur, en 1706, de La Pyrotecnie de Starkey, ou l'Art de volatiliser les alcalis[61].
- Louis Chartier (mort en 1660), chirurgien français mandaté au Canada en 1653[62].
- Philippe Chartier (mort en 1669), docteur régent de la faculté de médecine de Paris, fils de René (1572-1654) et frère de Jean (1610-1662), tous deux, comme lui, lecteurs en médecine au Collège royal[63].
- Thomas Frankland (mort en 1690), médecin et annaliste anglais, imposteur qui s'est fait recevoir au Royal College of Physicians en usurpant le grade de docteur[64].
- Giovanbattista Gornia (mort en 1684), chroniqueur et médecin, archiatre de Cosme III de Médicis[65].
- Nicolas Venette (mort en 1698), médecin, sexologue et écrivain français[66].

## Décès
- 12 septembre : Ludovico Settala (né en 1552), médecin italien[67].
- 21 juillet : Philibert Guybert (né vers 1579), médecin, ami de Guy Patin, auteur entre autres ouvrages du Médecin charitable, incitant les malades à se passer des services des apothicaires et à faire leurs remèdes eux-mêmes[68],[69].
- 29 novembre (avant le) : Marguerite Naseau (née en 1594), considérée comme la « première Fille de la charité[1] ».
- Jakob Bartsch (né en 1600), mathématicien, astronome et médecin allemand[70].
- Loys du Cardin (né en 1572), médecin, humaniste et poète douaisien[71].
- Samuel Fuller (en) (baptisé en 1580), embarqué comme médecin à bord du Mayflower, puis praticien à Plymouth[72].
- Charles Le Pois (né en 1563), médecin français[73].
- Juan de Pablo Bonet (né en 1573), pionnier espagnol de l'éducation oraliste des sourds[74].
- Antonius Antonides van der Linden (né vers 1570), docteur de l'université d'Utrecht et praticien à Amsterdam, père de Jan Antonides (1609-1664[75]).
- Bernardus Paludanus (né en 1550), médecin et collectionneur néerlandais[76].
- 1633 ou 1634 : Giovanni Battista Cortesi (it) (né en 1553 ou 1554), professeur de chirurgie et d'anatomie à Messine et Bologne[77],[78].